# فرودگاه ستوان آر. مارش
فرودگاه ستوان آر. مارش  (به انگلیسی: Teniente R. Marsh Airport) (به زبان بومی: Villa Las Estrellas Airport) یک فرودگاه همگانی با کد یاتا TNM است که یک باند فرود شن دارد و طول باند آن ۱۳۱۹ متر است. این فرودگاه در کشور شیلی قرار دارد و در ارتفاع ۴۵ متری از سطح دریا واقع شده است.